# Wegwielrennen op de Paralympische Zomerspelen 2020 - Wegwedstrijd mannen H1–2
De wegwedstrijd mannen H1–2 Bij het wegwielrennen tijdens de XVIe Paralympische Zomerspelen, vond plaats op de Fuji Speedway een racecircuit in de Japanse prefectuur Shizuoka.

## Uitslag
| #      | renner               | renner | Klasse | tijd    | tijd   |
| ------ | -------------------- | ------ | ------ | ------- | ------ |
| Goud   | Florian Jouanny      | FRA    | H2     | 1:49:36 |        |
| Zilver | Luca Mazzone         | ITA    | H2     | 1:53:43 | +4:07  |
| Brons  | Sergio Garrote Munoz | ESP    | H2     | 1:54:36 | +5:00  |
| 4      | Tobias Fankhauser    | SUI    | H2     | 2:23:08 | +33:32 |
| 5      | Rory Mead            | NZL    | H2     | 2:23:08 | +33:32 |
| 6      | Maxime Hordies       | BEL    | H1     |         | Lap    |
| 7      | Teppo Polvi          | FIN    | H1     |         | Lap    |
| 8      | Pieter du Preez      | RSA    | H1     |         | Lap    |
| 9      | Phongchai Yanaruedee | THA    | H2     |         | 2 Laps |
|        | Patrik Jahoda        | CZE    | H1     | DNF     | DNF    |
|        | Fabrizio Cornegliani | ITA    | H1     | DNF     | DNF    |
|        | Ernst Bachmaier      | AUT    | H1     | DNS     | DNS    |
|        | Harri Sopanen        | FIN    | H1     | DNS     | DNS    |
|        | Will Groulx          | USA    | H2     | DNS     | DNS    |